# 完者都 (朵鲁伯䚟氏)
完者都（1299年—1344年），元朝官员，朵鲁伯䚟氏（朵鲁班氏），乃蛮太阳罕的族人。
父亲札忽台，蕲县翼上万户府达鲁花赤。延祐初年，完者都袭父职为蕲县翼上万户府达鲁花赤，以防海之功，赐金织纹对衣二袭，阶定远大将军。徽泰翼万户田特哥子田安童与其兄田珙争袭爵，田安童藏匿符命，有司不能裁决十五年。行省派完者都核办其事，一审便真相大白。日本四十余人乘夜入内港，完者都得知其情，把他们贿赂上官的金钱归还。日本人出港，再掠商船十四，劫民财一百三十家，完者都乘巨舰追赶，夺其所获而返。遇到旱灾，官吏有买饥民子女的，完者都在路上责备他们，召其父母前来带回去。元顺帝至元初年，以母亲年老辞官。后来有海寇，朝廷让完者都回任。完者都分兵水陆并进，击败海寇。漳州李志甫叛元，完者都一战而擒。追击周历千等，直抵琉球国界，敌船差点倾覆，全部乞降。完者都让他们把财货都沉于海中。朝廷赐完者都上尊、金龙紫缎，以旌表其功。任命为浙东道宣慰使都元帅，加中奉大夫。至正四年（1344年）卒，年四十六岁。。